# Povreda
Povreda (trauma) je nasilno oštećenje tela (zdravlja), izazvano isključivo dejstvom spoljašnjih faktora, za razliku od oboljenja, kao prirodnog oštećenja zdravlja, koje se razvija spontano, pod uticajem kako spoljašnjih (egzogenih), tako i unutrašnjih (endogenih) činilaca. Ako se ljudsko telo sudari sa drugim (humanim, živim ili neživim) telom, kinetička energija sudara može da izazove različite povrede (лат. trauma), rane (лат. vulnus) i u najgorem slučaju iznenadnu smrt. Zato se povreda definiše i kao ..."telesno oštećenje na organskom nivou, koje nastaje kao posledica akutnog izlaganja energiji (mehaničkoj, toplotnoj, električnoj , hemijskoj ili zračenju ) u opsegu koji prelaze prag fiziološke tolerancija. U nekim slučajevima (npr. davljenje, gušenje, smrzavanje), povreda proističe iz insuficijencije vitalnih elemenata"...
Širom sveta, oko 5 miliona ljudi umrlo je od posledica povrede u 2000 - sa stopom smrtnosti od 83,7 na 100 000 stanovnika. Povrede su najčešći i najvažniji uzrok prerane smrti i invalidnosti mladih ljudi u razvijenim zemljama. Jedna trećina svih smrti kao posledica povreda izazvane su motornim vozilima u saobraćajnim nesrećama, jedna trećina u drugim neželjenim nesrećama (najčešće izazvanim padom sa visine), a jedna trećina namernim nasiljem (samoubistvo i ubistvo). Npr. u SAD više od 150.000 povrede završava smrtnim ishodom svake godine, a veliki broj nesmrtnih trajnim invaliditetom sa velikim socijalnim i medicinskim posledicama.
Koncepcija savremene urgentne medicine nalaže da zbrinjavanje povreda što pre započne na mestu povređivanja, i da ekipa koja započinje zbrinjavanje povređenog, postupa prema jedinstvenoj dijagnostičkoterapijskoj doktrini, tako da je svaka sledeća faza, do konačnog izlečenja povrede (traume), samo logičan medicinski nastavak prethodne faze.

## Klasifikacija povreda
Povreda se prema svom izgledu osobinama, i etiološkom faktoru (načinu) na koji su nanesene dele se na;

### Mehaničke povrede
Mehaničke povrede su telesne povrede koje nastaju dinamičkim ili statičkim dejstvom mehaničke sile; 
- Dinamičko dejstvo sile, nastaje prilikom sudara mehaničkog oruđa (mehaničkog tela) i ljudskog tela bilo da se jedno od ova dva tela kreće prema drugom, ili se kreću oba istovremeno. Dinamičko dejstvo sile karakteriše njeno kratkotrajno dejstvo, pri čemu mehaničko oruđe (telo) može biti u bilo kom agregatnom stanju (čvrstom, tečnom, gasovitom). Primer; kod pada i udarca.
- Statičko dejstvo sile, karakteriše, njena dugotrajna i postepena akcija. Primer; kod gnječenja ili kidanja od strane teških predmeta i drugih objekata u sporom kretanju (presa, lift itd)

U odnosu na vrstu mehaničkog oruđa koje je nanelo mehaničku povredu, povrede se dele se u dve osnovne grupe, ozlede i rane;

##### Ozlede[1]
Ozlede su nespecifične mehaničke povrede, na osnovu čijih se karakteristika ne može utvrditi kojom vrstom mehaničkog oruđa su nanesene i mogu biti; 
- krvni podliv, (лат. haematoma) su česta pojava kod nagnječenja nastalih u rastresitom tkivu, u kome istekla krv iz oštećenih krvnih sudova formira šupljinu ispunjenu krvlju (hematom).

Krvni podlivi u predelu seroznih opni (лат. suguillatio) ili sluzokože (лат. suffusio), takođe su prisutni kod nagnječina.
- krvni izliv
- oguljotina
- nagnječina
- rascep, prodor, proboj, provala
- razorina i raskomadina
- traumatska amputacija
- prelom
- iščašenje zgloba.
- uganuće

Ozlede mogu biti izazvane i drugim sredstvima, a ne samo mehaničkom silom (npr. oguljotine nastale dejstvom korozivnih otrova), a mogu nastati i pojedinim bolestima (npr. oguljotine nastale u sklopu nekih kožnih oboljenja, krvni podlivi kod hemofilije ili leukemije itd.)

##### Rane
Rane su specifične mehaničke povrede, što znači da imaju svojstva koja ukazuju kojim su mehaničkim oruđem prouzrokovane (za razliku od ozleda). Kod rana je prekinut kontinuitet kože, i mogu biti: 
- razderina - nanesene dejstvom tupine mehaničkog oruđa
- ubodina - nanesene šiljkom mehaničkog oruđa
- sekotina - nanesene oštricom mehaničkog
- ustrelina - nanesene projektilom ispaljenim iz vatrenog oružja. U grupu tzv. posebnih ustrelina izdvojene su povrede nanesene istovremenim dejstvom većeg broja projektila (povrede od sačme) i rane nastale dejstvom eksplozivnih rasprskavajućih sredstava (kasetna i ručna bomba, improvizovane ekspozitivne naprave i dr.).

### Fizičke povrede
Fizičke povrede, se na osnovu fizičkih faktora koji uzrokuju njihovog nastanak dele u tri grupe.

##### Termičke povrede
Izaziva dejstvo visoke ili niske temperature i mogu biti;
Termičke povrede izazvane dejstvom visoke temperature; 
- Lokalne povrede, izazvane suvom (opekotine) ili vlažnom toplotom (oparotine),
- Opšte povrede, izazvane dejstvom visoke temperature na celo telo (toplotni udar tj. omarica) ili direktnim dejstvom sunčevih zraka na glavu i vrat (sunčanica).

Termičke povrede izazvane dejstvom niske temperature; 
- Lokalne povrede, smrzotina, kada niska temperatura dovodi do nastanka promena na pojedinim delovima tela i
- Opšte povrede, smrznutost i (hipotermije) kada je niskoj temperaturi okolni izloženo celokupno telo.

|  |  |  |  |

##### Električne povrede
Su povrede izazvane;
- tehničkim elektricitetom: (električna struja, električni potencijal, elektromagnetizam) -  strujni udar
- atmosferskim elektricitetom (munja) - udar groma .

##### Povrede izazvane bukom, vibracijama i ultrazvukom
Vibrotrauma
Čovek oseća vibracija u opsegu od 25 - 8.200 Hz. Ljudi izloženi dugotrajnim vibracijama (uglavnom u profesionalnom okruženju) nakon više meseci ili godina njihovom izlaganju veći deo pojedinaca žali se na bolove u kičmenom stubu i ekstremitetima. Kod ovih osoba na rendgenu se mogu otkriti znaci ozbiljna osteoporoze. Takođe, kod ovih osoba pod dejstvom vibracija oštećen je i tonus malih krvnih sudova prstiju šake. Vazospazam i oštećenje lokalne cirkulacije naknadno dovodi do povećane osetljivosti prstiju na hladnoću a kasnije i do trofičkih promena u koži i mišićima. Simptomi su slični onima u Rajnoovom fenomenu, koji je za razliku od vibrotraume, kongenitalni poremećaji vazomotornog tonusa.
Akustička povreda
Hronična izloženost buci (buka je svaki zvuk koji se smatra uznemirujućim i ima intenziteta iznad 50 dB), dovodi do akustične povrede (gubitka sluha i gluvoće) i remeti aktivnosti vegetativnog i centralnog nervnog sistem. Oko 65% evropske populacije redovno je izložene buci intenziteta preko 55 dB, što može izazvati osećaj neprijatnosti, agresivno ponašanje i poremećaje spavanja. Oko 10 miliona ljudi izložen je buci iznad 75 dB (najbučniji glavni grad Evrope je Atina), što je značajan stresor koji najverovatnije doprinosi povišenju krvnog pritiska, bolestima srca i teškoćama u učenju kod dece. Odnos između fizičke energije akustičkih vibracija i njihovo opažanje kao zvukova ili buke je logaritmično. Prag opažanja zvuka, fizičke energije od 0 dB do 10 dB je 100 puta veći. Energetska vrednost na pragu od 0 dB varira u zavisnosti od frekvencije zvuka, čiji je minimum u rasponu od 2 - 3 kHz. 
Ultrazvučna povreda
Ultrazvuk (koji je zvučni talas frekvencije iznad 20 kHz, koji nije u stanju da objektivno registruje ljudsko uvo), ako je visokog intenziteta može dovesti do istih ili sličnih oštećenja kao vibracija i buke i pored toga što on ima i termički efekat (opekotine).

##### Povrede zračenjem
Su povrede izazvane dejstvom jonizujućeg zračenja, mikrotalasnog zračenja, elektromagnetnog zračenja, ultraljubičastog zračenja.
|  |  |

### Asfiktične povrede
Asfiktične povrede nastaju usled nasilnog poremećaja disanja i razvrstavaju se u dve osnovne grupe prema mehanizmu nastanka ovih povreda;

##### Povrede koje nastaju zapušenjem disajnih puteva (sufokacije)
- Zapušenje nosa i usta
- Zapušenje ždrela i grkljana
- Zapušenje dušnika i dušnica
- Utopljenje.

##### Povrede koje nastaju stezanjem (strangulacije)
- Zagušenje - stezanje vrata šakom odnosno šakama
- Zadavljenje - stezanje vrata omčom koju zateže neka živa ili neživa sila
- Vešanje - stezanje vrata omčom koju pasivno zateže težina sopstvenog tela
- Stezanje ili pritisak na grudni koš.

### Hemijske povrede (trovanja)
Hemijske povrede (trovanja) klasična sudskomedicinska podela razvrstava u sledeće grupe;
Povrede izazvane otrovima sa lokalnim dejstvom dele se na;
- korozivne povrede, izazvane su korozivnim otrovima - kiseline i baze i
- nadražajne povrede, izazvane nadražajnim otrovima - amonijak

Povrede izazvane otrovima sa opštim (resorptivnim dejstvom) u koje spadaju; 
- parenhimski otrovi (arsen, olovo)
- krvni otrovi (ugljen-monoksid)
- nervni otrovi (alkohol, psihoaktivni lekovi, opijati)

Povrede izazvane otrovima koji imaju i lokalne i resorptivne efekte (sirćetna kiselina, živa).

### Nutritivne povrede
Kao nutritivne povrede, sudska medicina proučava;
- nasilnu glad i
- nasilnu žeđ.

### Sinkopalne i lipotimičke povrede
U nastanku ovih povreda važnu ulogu ima postojeće oboljenje, i one su obično posledica zadesa prilikom pada usled sinkope (kratkotrajni gubitka svesti), ili telesne klonulosti (lipotimije), ili onesvešćenosti u vezi sa tim oboljenjima. Ako se klonulost ili onesvešćenost završi smrću usled oboljenja govorimo o agonalnim povredama. 
Najčešća oboljenja koja mogu da izazovu sinkopalne i lipotimičke povrede su;
- krvarenja u mozgu,
- moždani tumori,
- epilepsija,
- srčana oboljenja,
- skleroza i sifilističko oboljenje arterija.

Lipotimičke povrede su najčešće lake povrede, obično lokalizovane na isturenim delovima tela, ali mogu biti i teške pa čak i smrtonosne. Najčešće sinkopalne i lipotimičke povrede su:
- mehaničke – u obliku oguljotina, nagnječina, krvnih podliva, razderina, sekotina, ubodina itd.
- fizičke - opekotina i oparotina,
- asfiktične - utopljenje ili zapušenje grla i dušnika.

### Psihičke povrede
Psihička povreda (trauma) je vrsta oštećenja psihe koji se javlja kao rezultat traumatskog događaja. Kada psihička povreda dovode do posttraumatskog stresnog poremećaja (PTSP), koji uključuje i fizičke promene u mozgu (izazivajući hemijske reakcije u moždanim ćelijama), kod te osobe su umanjene sposobnosti da se adekvatno nosi sa stresom.
Traumatski događaj uključuje jedan (trenutni događaj), odnosno trajne ili ponavljajuće događaje ili događaje, koje u potpunosti nadjačavaju sposobnost pojedinca da se nose sa njima. Pri tome trauma može imati i odloženo dejstvo, koja može kasniti nedeljama, godinama, (čak i nekoliko desetina godina), što zavisi od individualnih sposobnost pojedinca da se suprotstavi trenutnim okolnostima. Psihičku povredu prati i fizička povreda ili deluje nezavisno od nje.
Tipični uzroci psihičkih povreda su;
- seksualno zlostavljanje,
- nasilje,
- pretnja, ucena
- povrede iz detinjstva,
- katastrofe kao što su,

- zemljotres,
- erupcije vulkana,
- rat,
- druga masovna nasilja.

Dugoročno izlaganje situacijama; kao što je ekstremno siromaštvo ili blaži oblici zlostavljanja, kao što je verbalno zlostavljanje, može biti uzrok povrede (mada verbalno zlostavljanje može potencijalno biti traumatično i kao jedan trenutni događaj). 
Različiti ljudi različito reaguju u sličnim događajima. Jedna osoba zahvaljujući svom iskustvu može prevladati traumatski događaja, dok kod druge on izaziva psihičku povredu, kao rezultat istog događaja. Drugim rečima, neće svi ljudi koji su potencijalno izloženi traumatskom događaju zadobiti psihičku povredu (traumu).

### Bakterijske povrede i trovanja
Bakterijske povrede nastaju nasilnim unošenjem bakterija u organizam, koje se razlikuju od bakterijskih bolesti po tome što one nastaju prirodnim ulaskom bakterija u organizam. Po načinu nastanka bakterijske povrede mogu biti: 
Zadesne
Ako su bakterije ili njihovi toksini uneseni u telo putem hrane (meso mleko, sir, konzerve) onda govorimo o zadesnoj bakterijskog povredi ili infekciji hranom.. Prema tome, alimentarna infekcija je zadesna bakterijska povreda, odnosno zadesna infekcija. Ovakve infekcije najčešće su izazvane bacilom tifusa i paratifusa, proteus vulgarisi i toksinima botulinusa.
Samoubilačke
Samoubilčke povrede mogu nastati namernim trovanjem alkaloidima, gljivama i drugim alimentarnim intoksikacijama virusnima i bakterijama
Ubilačke
Ubilačke povrede namernim trovanjem alkaloidima, gljivama i drugim alimentarnim intoksikacijama virusnima i bakterijama, mogu nastati ako neko namerno podmetne takvu hranu nekoj osobi.

#### Bakterijske povrede i trovanja u odnosu na način prodiranja patogena
Bakterijske povrede i trovanja u odnosu na način prodiranja patogene u organizam mogu biti:
Primarne bakterijske povrede
Ove povrede nastaju primarnim ili direktnim prodiranjem bakterija u telo
Sekundarne bakterijske povrede
Ove povrede nastaju sekundarnim ili indirektnim, posrednim načinom prodiranja patogena u telo kroz već postojeće mehaničke, fizičke, ili hemijske povrede.

## Posledice povreda
Definicija; svako organsko ili duševno oboljenje koje stoji u direktnoj ili indirektnoj vezi sa povredom smatraće se posledicom ili komplikacijom povrede
Svaka velika povreda izaziva i nespecifični adaptivne reakcije organizma koje zavise od karaktera povrede i njenog uobičajenog toka i javljaju se kao njen rezultat (presecanje krvnog suda uzrokuje krvarenje; prekid kičmene moždine dovodi do prestanka funkcije ispod mesta povrede, otvorena rana ulazna vrata za prodor infekcije i pojavu sepse...). 
Primeri:
- Otvorene rane su лат. lokus minoris resistentiae ili ulazna vrata infekcija u telo. Najopasniji su one rane koje su kontaminirane anaerobne bakterija (uglavnom iz zemlje), a neisu lečene pravilno i na vreme. U takvim slučajevima one ugrožavaju život povređenog gasnom gangrenom, koj može da se razvije kao jedna ot teških posledica povređivanja.
- Udarci glave (čak i bez preloma kostiju ) često dovode do kratkog gubitka svesti - лат. commotio cerebri sa posledicama u rasponu od nekoliko sati ili dana (amnezija, vegetativni simptomi, kao što su mučnina povraćanje, nistagmus) do takvih hroničnih komplikacija kao što je posttraumatska epilepsija.
- Ponovljena male povrede mozga karakteristične za boks, mogu biti uzrok krvarenja u mikroskopskim strukturama mozga ili da dovedu do prolazne depresije zbog neuronskih i sinaptičkih metaboličkih poremećaja. Godinama posle sportske karijere mikrotraume mozga mogu se manifestovati kao ekstrapiramidalni motora poremećaj, au nekim slučajevima i ozbiljnim pogoršanjem mentalnih sposobnosti - лат. demencia pugilica[10].
- Prema nekim studijama povrede glave su takođe faktor rizika za razvoj Alchajmerove bolesti[10].

| Povreda          | Posledica       | Komplikacija      |
| Sekotina kože    | Krvarenje       | Infekcija.        |
| Kontuzija mozga  | Gliozni ožiljak | Apsces mozga      |
| Prelom golenjače | Kalus           | Osteomijelitis    |
| Blast povreda    | Oštećenje uva   | Gluvoća           |
| Kraš povreda     | Ishemija, Šok   | Oštećenje bubrega |
Komplikacije povreda, nisu uvek sadržana u prirodi povrede pa se i ne javljaju u svim slučajevima povređivanja. Za nastanak komplikacija, pored povrede, ulogu imaju i drugi faktori;
- lična svojstva organizma povređenog, su urođena ili stečena svojstva organizma izvesnih osoba, koja u različitom stepenu mogu uticati na tok i ishod povrede
- Posebna stanja organizma povređenog;
- Kvalitet lečenja
- Ostali činioci Komplikacije povreda prema lokalizaciji mogu biti;
- Lokalne - nastaju na mestu povrede ili u njenoj okolini.
- Opšte - razvijaju se na nekom udaljenom delu ili u celom telu (nastanak gnojnih apscesa u različitim organima, sepsa, mastima ili trombima izazvana embolija).

Prema vremenu nastanka u odnosu na vreme povređivanja, komplikacije povreda mogu biti;
- Rane - razvijaju se odmah ili vrlo brzo nakon povređivanja.
- Kasne, koje se nekada mogu razviti i mesecima ili čak godinama od povređivanja.

Na vrstu posledica i komplikacija povreda mogu uticati i sledeći činioci;
- Lična svojstva ,su urođena ili stečena svojstva organizma izvesnih osoba, koja u različitom stepenu mogu uticati na tok i ishod povrede;

- životno doba,
- pol,
- urođene ili stečene anomalije,
- oboljenja i dr.

Poznato je, na primer, da su deca i stare osobe osetljivije na gubitak tečnosti, pa se kod njih šok može razviti i pri znatno manjem gubitku krvi nego kod zdrave osobe srednjeg životnog doba. Svaka manja povreda koja je za većinu osoba bezazlena, ali uzrokuje krvarenje, može kod ljudi sa hemofilijom, zbog nemogućnosti zaustavljanja krvarenja, biti opasna po život. U literaturi se obično navodi primer gde osoba posle svađe i zadobijenog šamara naglo umire usled subarahnoidalnog krvarenja iz rupturirane aneurizme arterije na osnovici mozga. Sigurno je da se šamar, koji sam po sebi predstavlja laku telesnu povredu, ne može kvalifikovati kao smrtonosna povreda iako je bio praćen smrtnim ishodom, jer u konkretnom slučaju za nastupanje smrtnog ishoda nije bila presudna priroda povrede (šamara), već posebno lično svojstvo organizma povređenog (postojeća aneurizma).
- Posebna stanja organizma, mogu bitno da utiču na tok i ishod povreda, čineći ga osetljivijim na dejstvo raznih povrednih sredstava;

- Fiziološka stanja;

- menstruacija,
- trudnoća,
- puerperijum) ili patološka stanja (oboljenja), koja su uglavnom ograničena po svom trajanju, pri čemu se neka mogu javljati više puta (npr. trudnoća) ili čak ciklično (menstruacija),

- Patološka stanja;

- razne vreste oboljenja

## Medicinska kvalifikacija povrede
Medicinska kvalifikacija povrede podrazumeva utvrđivanje težine povrede na osnovu stepena oštećenja tela odnosno zdravlja, koje je tom povredom prouzrokovano, kako lokalno tako i opštom reakcijom organizma.
Ukoliko kod jedne osobe postoji više povreda, svaka povreda se posebno kvalifikuje i na kraju skupno procenjuje njihovo zajedničko dejstvo i tek na osnovu te procene vrši kvalifikacija.

### Kriterijumi za kvalifikaciju povreda
Kriterijumi za kvalifikaciju telesnih povreda decidirano su navedeni samo za teške telesne povrede i usklađuju se sa Krivičnim zakonom države na čijoj teritoriji se vrši njihova procena.
U praksi sudske medicine u Srbiji primenjuje se pet kvalifikatornih elemenata; 
1. Opasnost po život
2. Oštećenje važnog dela tela ili važnog organa
3. Oštećenje zdravlja
4. Nesposobnost za rad
5. Unakaženost

### 1. Opasnost po život
Povrede, takvog karaktera koje nose sa sobom tzv. konkretnu opasnost po život povređenog, odnosno bez adekvatne lekarske pomoći može se očekivati njihov nepovoljan tok i prateći smrtni ishod, razvrstavaju se u grupu povreda opasnih po život (npr. nagnječenje mozga, rascepi jetre i slezine, klanje itd).
U skladu sa posledicama povrede, okolnostima pod kojima se povreda desila i posledicama koje su nakon toga nastale, sudska medicina razvrstava povrede na tri kategorije;
- teška telesna povreda opasna po život - koja je samom vrstom i opštom prirodom povrede uzročno-posledično povezana sa smrtnim ishodom,
- povreda potencijalno opasna po život, koja zbog ličnog svojstva ili posebnog stanja organizma povređenog, može usloviti pojavu potencijalno smrtonosnih komplikacija
- povreda opasne po život, samo ako je pod uticajem slučajnih okolnosti ili okolnosti pod kojima je povreda naneta.

### 2. Oštećenje važnog dela tela ili važnog organa[11]
Važan deo tela ili važan organ je onaj deo organizma; ...koji predstavlja prirodnu celinu i ima samostalnu funkciju u sklopu celokupnog organizma (gornji udovi, posebno šake, donji udovi, posebno stopala, generativni i koitusni delovi polnih organa, organi čula...
Prilikom kvalifikacije povreda, u odnosu na važnost dela tela i organa u organizmu, veštaci sudske medicine koriste se sledećim elementima; 
- koji deo tela ili organ je povređen
- koliki je stepen oštećenja tela (samog povređenog dela tela i celog organizma)
- trajanje tog oštećenja.

Na osnovu ovih kriterijuma u svakodnevnoj sudskoj praksi primenjuju se sledeće kvalifikacije povreda, u odnosu na važnost dela tela ili organa u organizmu;
- važan deo tela ili važan organ je teško oslabljen, privremeno ili trajno, ali u blagom stepenu,
- trajno i znatno je oslabljen neki deo tela ili organ koji nije naročito važan,
- važan deo tela ili važan organ je neznatno oslabljen u kratkom periodu i bez ikakvih posledica
- manje važan deo tela ili organ je neznatno oštećen, privremeno, znatno ili trajno

Uništenje, je povredom izazvan anatomski gubitak nekog važnog dela tela ili važnog organa ili potpuni i trajni prestanak njegove funkcije.

### 3. Oštećenje zdravlja
„Ovaj kvalifikatorni element odnosi se na takvo oštećenje telesnog i/ili duševnog zdravlja koje je nastupilo usled povrede, i naglašava da u ovom kontekstu narušenje zdravlja ne treba poistovetiti sa bolešću, pošto ono treba da bude posledica povrede. Primer za ovakva oštećenja zdravlja je; radijaciona povreda (povreda nastala zračenjem) koja uzrokuje aplaziju kostne srži i sledstveno teško i trajno oštećenje zdravlja, zatim posttraumatska epilepsija, posttraumatska psihoza i dr.“...
Na osnovu kriterijuma sudske medicine oštećenje zdravlja se razvrstava u sledeće kategorije;
- teško i trajno oštećenje zdravlja (spontano ozdravljenje se ne može očekivati u nekom izvesnom vremenskom periodu),
- teško i prolazno oštećenje zdravlja,
- lako i kratkotrajno oštećenje zdravlja.

### 4. Nesposobnost za rad
Ovaj kriterijum nije čisto medicinski kriterijum i prevazilazi njene okvire, za procenu povrede a predstavlja apsolutnu radnu nesposobnost tj. nesposobnost za obavljanje bilo kakvog posla.

### 5. Unakaženost
Unakaženost su trajne estetske promene na pojedinim delovima tela, nastale kao posledica povrede i koje kod okoline izazivaju neprijatne utiske (osećaj odvratnosti, zgražavanja, odbojnosti i sl).
Suština unakaženosti je, što u znatnoj meri otežava budući život povređenog i može dovesti kod njega do ozbiljnih psihičkih poremećaja.

## Zbrinjavanje povreda
Preduslovi
Za adekvatnu i uspešnu realizaciju zbrinjavana povređenih bitno je ispunjenje sledećih preduslova:
- Uvežbanost tima za zbrinjavanje povreda (traume) u svim vremenskim i prostornim uslovima
- Poznavanje opreme koja se primenjuje u zbrinjavanju povređenih
- Postojanje planova, na nivou države i zdravstvenih ustanova i procedura za rad u vanrednim situacijama i masovnim nesrećama
- Pravilna procena mesta događaja kako bi se prepoznale opasnosti i mehanizam povrede
- Pravilna procena situacija u kojima se zbrinjavanje može izvršiti samostalno, a kada je potrebno pozvati dodatnu pomoć
- Pravilna procena trenutka pristupa povređenom, kao i kada napustiti mesto događaja
- Adekvatan pristup povređenom, koja pitanja postaviti povređenom, koje postupke preduzeti, kada ih preduzeti i kako ih izvesti brzo i pravilno
- Zbrinjavanje povređenog treba vrši na mestu povređivanja, kao i tokom transporta u specifičnim uslovima, a pa pregled i lečenje povređenih vršiti po određenom redosledu na osnovu ranije utvrđenih procedura.

## Spoljašnje veze
|  | Molimo Vas, obratite pažnju na važno upozorenje u vezi sa temama iz oblasti medicine (zdravlja). |